# Nick Zeisloft
Pour les articles homonymes, voir Nick.
Nick Zeisloft, né le 18 décembre 1992 à La Grange dans l'Illinois aux États-Unis, est un joueur américain de basket-ball. Il évolue au poste d'arrière.

## Biographie

### Carrière universitaire
Il passe ses trois premières années universitaires à l'université d'Illinois State où il joue pour les Redbirds (en).
Puis, il part à l'université de l'Indiana où il joue pour les Hoosiers entre 2014 et 2016.

### Carrière professionnelle
Le 23 juin 2016, lors de la draft 2016 de la NBA, automatiquement éligible, il n'est pas sélectionné.
Le 6 septembre 2016, il signe avec les Pacers de l'Indiana pour participer au camp d'entraînement et tenter de faire sa place parmi les quinze joueurs retenus.

## Statistiques

### Universitaires
Les statistiques de Nick Zeisloft en matchs universitaires sont les suivantes :
| Saison    | Équipe              | Matchs | Titul. | Min./m | % Tir | % 3pts | % LF | Rbds/m. | Pass/m. | Int/m. | Ctr/m. | Pts/m. |
| --------- | ------------------- | ------ | ------ | ------ | ----- | ------ | ---- | ------- | ------- | ------ | ------ | ------ |
| 2011-2012 | Illinois State (en) |        |        |        |       |        |      |         |         |        |        |        |
| 2012-2013 | Illinois State      | 25     | 1      | 15,6   | 43,7  | 41,8   | 66,7 | 1,40    | 0,76    | 0,28   | 0,00   | 4,48   |
| 2013-2014 | Illinois State      | 34     | 30     | 25,6   | 37,8  | 35,5   | 90,0 | 3,38    | 0,91    | 0,62   | 0,12   | 6,91   |
| 2014-2015 | Indiana             | 34     | 7      | 19,6   | 47,5  | 45,0   | 76,5 | 2,24    | 0,65    | 0,32   | 0,06   | 6,65   |
| 2015-2016 | Indiana             | 35     | 8      | 20,1   | 41,9  | 41,7   | 90,5 | 1,63    | 0,83    | 0,20   | 0,09   | 6,51   |
| Carrière  | Carrière            | 128    | 46     | 20,5   | 42,3  | 40,6   | 83,8 | 2,21    | 0,79    | 0,36   | 0,07   | 6,26   |